# Киргизово
Кирги́зово (рос. Киргизово, башк. Ҡырғыҙ) — присілок у складі Краснокамського району Башкортостану, Росія. Входить до складу Новокаїнликівської сільської ради.
Населення — 124 особи (2010; 104 у 2002).
Національний склад:
- марійці — 96 %